# Francis Ebejer
Francis Ebejer fue un novelista, poeta y autor dramático maltés (28 de agosto de 1925 en Dingli, Malta - Swieqi 1993). Escribió en maltés y en inglés.
Comenzó su carrera escribiendo para radio y televisión. Algunas de esas obras fueron traducidas y pasadas en los medios de Estados Unidos Holanda e Italia. Sus obras lograron revolucionar la producción y la dirección del teatro contemporáneo de Malta.
También ha escrito novelas, la mayoría de las cuales han sido publicadas en Nueva York y Londres. 
Ebejer fue miembro del PEN club, presidente honorario del movimiento Malti Letterarju y miembro de la Akkademja tal-Malti.
Recibió varios premios, entre ellos el Premio literario de Malta en cuatro ocasiones, el Premio Cheyneh al mejor productor (1984), el Trofeo Fenicio de la cultura (1982 premio Citta' di Valletta (1989). En 1986 recibió la Medalla de Honor de la ciudad de Aviñón por una de sus obras traducidas al francés. 

## Obras
- A Wreath of Maltese Innocents, 1958
- Vaganzi tas-Sajf, 1962. En maltés.
- Boulevard, 1964. En maltés.
- Wild Spell of Summer, 1968
- Menz, 1967. En maltés.
- In the Eye of the Sun, 1969
- Come Again in Spring, 1973
- Requiem for a Malta Fascist, 1980
- Leap of Malta Dolphins, 1982
- Il-Ġaħan ta' Binġemma, 1986. En maltés.
- The Malta Baron and I Lucian (Póstumo, 2002).